# Spolek svaté Ludmily
Spolek svaté Ludmily, Föreningen St. Ludmila, var en kvinnoorganisation i Kejsardömet Österrike  nuvarande Tjeckien, grundad 1851.
Föreningen bildades i syfte att främst försörja änkor och ensamstående mödrar som efter att ha förlorat sina män inte kunde försörja sig själva eller sin familj och ofta hamnade i fattigdom. Föreningen grundades med anledning av 930-årsdagen av sankta Ludmilas martyrdöd, och var den enda kvinnliga sammanslutningen av denna typ i Böhmen vid den tiden. Trots nyabsolutismens spända sociala miljö överlevde föreningen trots sin tjeckiska karaktär och blev snart ett av de viktiga centrumen för den kvinnliga intelligentian i Prag, vid sidan av kretsen av kvinnor och flickor kring Ameling-institutet.